# نادي دبي سيتي
نادي دبي سيتي نادي كرة قدم إماراتي من أندية الهواة يلعب في دوري الدرجة الثانية الإماراتي ويقع في دبي.

## التاريخ
تأسس النادي عام 2018 على يد إنجليز يعملون في مدرسة كينجز في البرشاء، وبدأوا اللعب في دوري الدرجة الثانية الإماراتي منذ إنشائه. وحققوا الصعود في موسمهم الثاني في الدرجة الثالثة بعد تصدر مجموعتهم وفوزهم على الموج 2-1 لكنهم خسروا أمام أبطال الخليج 0-3 في النهائي.